# Données lisibles par machine
Des données lisibles par machine sont des données (ou des métadonnées) dont le format leur permet d'être assimilées facilement par un ordinateur.
Il en existe deux grandes catégories:
- les données lisibles par l'humain qui sont balisées pour être également lisibles par un ordinateur (le HTML, par exemple);
- et les données dans un format qui est d'abord fait pour être lu par un ordinateur (le XML ou le JSON, par exemple).

Lisible par machine n'est pas synonyme de numérique. Un document peut être numérique et facilement accessible en ligne. S'il n'est pas dans un format lisible par machine, il sera cependant plus difficile pour un ordinateur d'en extraire les données et de les traiter. «Les formats lisibles par machine permettent la réutilisation des données automatiquement et facilement (par des ordinateurs, sans qu'il faille les retranscrire "manuellement"). Par exemple, tous les fichiers au format Microsoft Excel ne sont pas lisibles par machine alors que les fichiers au format CSV (Comma-Separated Value) le sont car il s'agit d'un format informatique ouvert – compatible avec tous les logiciels de traitement de données – représentant des données sous forme de tableau structuré.»
La lisibilité par machine est l'un des 10 principes d'ouverture des données proposés par la Sunlight Foundation et adoptés par plusieurs gouvernements de par le monde, dont le gouvernement du Canada dans sa politique de données ouvertes : «Les machines peuvent traiter certains types de données beaucoup mieux que d'autres. Les jeux de données publiés par le gouvernement du Canada devraient être conservés dans des formats de fichiers largement utilisés qui se prêtent aisément à un traitement par machine (p. ex., CSV, XML). Ces fichiers devraient être accompagnés de la documentation relative au format et à son mode d'utilisation en lien avec les données.»